# Antoinette Deshoulières
Antoinette Deshoulières, (född du Ligier de la Garde), född 1 januari 1638, död 17 februari 1694, var en fransk poet.
Deshoulières gifte sig i unga år med en av prinsen av Condés anhängare. Hon skrev under namnet Amaryllis oden, epistlar, madrigaler och idyller, skildrande lantlivets, oskuldens och enkelhetens behag. Deshoulières författade även dramatiska stycken, uppträdde med en satirisk sonett i striden mot Jean Racines Phèdre, satiriserades av Nicolas Boileau men hyllades av andra som "den tionde musan" eller "den franska Kalliope". Hon behöll länge sin popularitet och Voltaire ägnade henne uppskattning, och Fredrik den Store utgav hennes valda dikter.
Deshoulières Oeuvres (2 band, 1749), innehåller även poesier av dottern Antoinette Thèrèse Deshoulières (1662–1718), som fortsatte i moderns fotspår.